# Szeveromorszk–3
Szeveromorszk–3 (ICAO-kódja: XLMV) egy katonai (haditengerészeti) repülőtér Oroszország Murmanszki területén, Murmanszktól 28 km-re keletre, a repülőtérrel megegyező nevet viselő városi jellegű település, Szeveromorszk–3 mellett. Ismert még Maljavr és Murmanszk-Északkelet néven is.
A repülőtér az Admiral Kuznyecov repülőgéphordozó repülőgységét is adó 279-es vadászrepülő ezred szárazföldi bázisa. Az egységnél Szu–25UTG és Szu–33 típusú harci repülőgépek állnak szolgálatban. Korábban az egység Jak–38 és Jak–38U helyből felszálló vadászrepülőgépekkel is rendelkezett.
A hidegháború idején a repülőtéren állomásozott a Tu–16 bombázókkal felszerelt 987-es tengerészeti rakétahordozó bombázó ezred is. Az egységet 1993-ban számolták fel.